# Чемпіонат світу з легкої атлетики 2019 — стрибки у висоту (чоловіки)

Переможна спроба Баршима

Змагання зі стрибків у висоту серед чоловіків на Чемпіонаті світу з легкої атлетики 2019 у Досі проходили 1 та 4 жовтня на стадіоні «Халіфа».

## Напередодні старту
На початок змагань основні рекордні результати були такими:
| WR | Хав'єр Сотомайор (CUB)  | 2,45 | Саламанка | 27 липня 1993  |
| CR | Богдан Бондаренко (UKR) | 2,41 | Москва    | 15 серпня 2013 |
| WL | Максим Недосеков (BLR)  | 2,35 | Мінськ    | 9 вересня 2019 |

Явного фаворита на перемогу в Досі в чоловічих стрибках у висоту не вбачалось. Дует лідерів попередніх кількох років (Мутаза Есси Баршима та Богдана Бондаренка) впродовж сезону намагався боротись більше з власними травмами, аніж з висотами.

## Результати

### Кваліфікація
Найкращими у кваліфікаційних змаганнях були спортсмени, які зрештою посіли місця на п'єдесталі пошани за підсумками виступу у фіналі (Ілля Іванюк, Михайло Акіменко, Мутаз Есса Баршим). Умовою проходження до фіналу було подолання висоти 2,31 м (її не взяв ніхто у кваліфікації — найкращий результат був 2,29 у десяти спортсменів) або входження до 12 найкращих за результатом атлетів у обох групах кваліфікації.

### Фінал
У фіналі Михайло Акіменко бездоганно стрибав до висоти 2,37, які він так і не зміг подолати. Натомість, Мутаз Есса Баршим взяв її з першої спроби та вдруге поспіль виборов звання чемпіона світу.
| Місце | Атлет                    | 2,19 | 2,24 | 2,27 | 2,30 | 2,33 | 2,35 | 2,37 | Результат | Примітки |
| ----- | ------------------------ | ---- | ---- | ---- | ---- | ---- | ---- | ---- | --------- | -------- |
| 1     | Мутаз Есса Баршим (QAT)  | о    | о    | о    | о    | ххо  | о    | о    | 2,37      | WL       |
| 2     | Михайло Акіменко (ANA)   | o    | o    | o    | o    | o    | o    | xxx  | 2,35      | PB       |
| 3     | Ілля Іванюк (ANA)        | o    | o    | o    | o    | xxo  | o    | xxx  | 2,35      | PB       |
| 4     | Максим Недосеков (BLR)   | o    | xo   | xo   | xo   | o    | x-   | xx   | 2,33      |          |
| 5     | Луїс Енріке Саяс (CUB)   | o    | o    | o    | o    | xxx  |      |      | 2,30      | PB       |
| 6     | Брендон Старк (AUS)      | o    | xo   | xxo  | o    | xxx  |      |      | 2,30      | SB       |
| 7     | Майкл Мейсон (CAN)       | o    | o    | o    | xxo  | xxx  |      |      | 2,30      |          |
| 8     | Джанмарко Тамбері (ITA)  | o    | o    | xo   | x-   | xx   |      |      | 2,27      |          |
| 8     | Лі Гупвей (MAS)          | o    | o    | xo   | xxx  |      |      |      | 2,27      |          |
| 10    | Ван Юй (CHN)             | o    | o    | xxx  |      |      |      |      | 2,24      |          |
| 11    | Джерон Робінсон (USA)    | xo   | o    | xxx  |      |      |      |      | 2,24      |          |
| 12    | Луїс Кастро Рівера (PUR) | o    | xxx  |      |      |      |      |      | 2,19      |          |